# Schouwenerpolder
De Schouwenerpolder is een voormalig waterschap in de provincie Groningen.
Het waterschap lag op de uiterdijk van het Reitdiep, ten zuidwesten van Schouwerzijl. De polder waterde af via een houten duiker aan de zuidkant van de polder op de rivier.
Waterstaatkundig gezien ligt het gebied sinds 1995 binnen dat van het waterschap Noorderzijlvest.